# بخش دنوفسکی
بخش دنوفسکی (به لاتین: Dnovsky District) یک منطقهٔ مسکونی در روسیه است که در استان پسکوف واقع شده‌است.